# Djiarama
 (octobre 2012).
Pour plus de détails, voir Fiche technique et Distribution.
Djiarama est un film documentaire espagnol réalisé en 2007.

## Synopsis
Une équipe de l’ONG canarienne Nimba parcourt la Guinée Conakry en projetant le documentaire Europa: ¿paraíso o espejismo? (L’Europe : paradis ou mirage ?) dans lequel cinq immigrés subsahariens racontent leur expérience en tant que protagonistes de leur voyage irrégulier en patera (embarcation de fortune) depuis l’Afrique subsaharienne jusqu’aux côtes des îles Canaries. Là-bas, plusieurs personnes de différents groupes sociaux parlent de la situation du pays, des motivations qui les poussent à partir et des possibles solutions à un conflit qui, malheureusement, est d’actualité.

## Fiche technique
- Réalisation : Alicia Fdez Carmena & Chus Barrera
- Production : Nimba, El Deseo S.A.
- Scénario : Alicia Fdez Carmena, Chus Barrera
- Image : Pablo Barrio
- Montage : Chus Barrera
- Son : Sergio Delgado
- Musique : Antonio Carmona
- Interprètes : Mamadou Camara, Sidiki Camara, Ibrahim Afrokoná, Sema Souma, Kemok Kouyaté

## Récompenses
- Docupolis 2007
- Docusur 2007